# Grasse

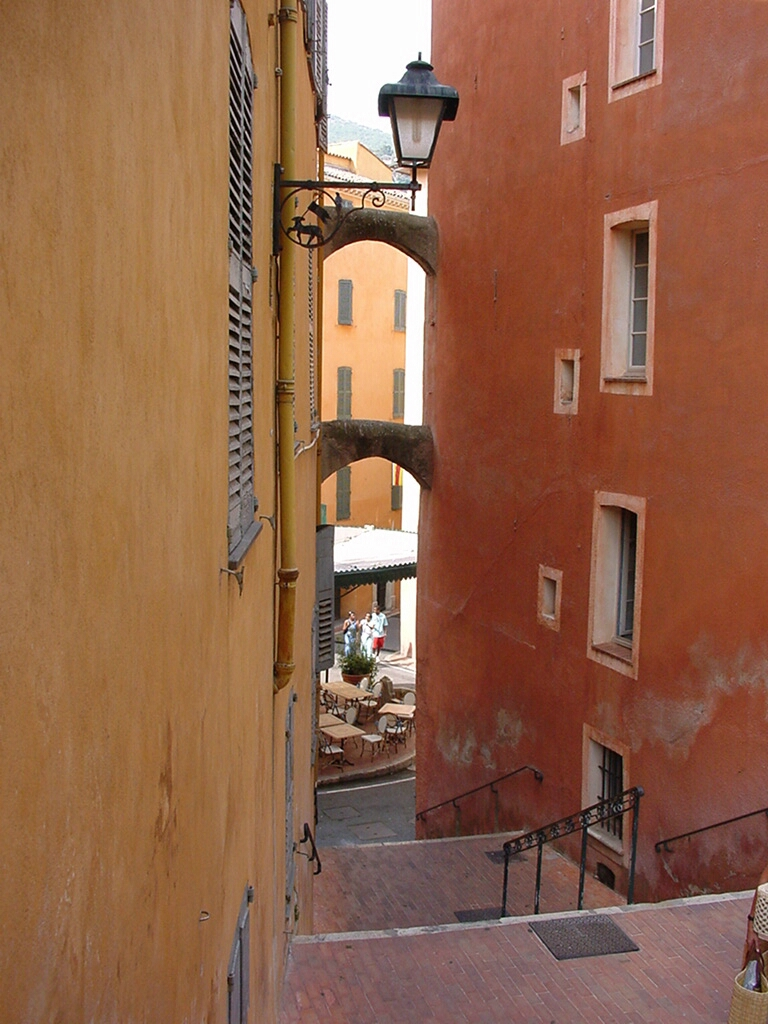
Grasse (Ansicht)

Grasse ist eine französische Gemeinde im Département Alpes-Maritimes mit 48.669 Einwohnern (Stand: 1. Januar 2022).
Sie gilt als Welthauptstadt des Parfüms und erreichte als Handlungsort des Romans Das Parfum von Patrick Süskind weltweite Bekanntheit.

## Geografie
Grasse erstreckt sich im Hügelland der Südausläufer der Seealpen auf durchschnittlich 306 m über dem Meeresspiegel (Höhenlage zwischen 80 und über 1.061 m), ungefähr 20 Kilometer nördlich von Cannes an der Côte d’Azur. Hier passiert in Richtung Digne-les-Bains die ehemalige Route nationale 85, die sogenannte Route Napoléon (Napoleon-Straße), die der Strecke folgt, die Napoleon 1815 nach seiner Rückkehr von Elba auf seinem Marsch nach Paris einschlug.
Der nördliche Teil des Gemeindegebietes liegt im Regionalen Naturpark Préalpes d’Azur.

## Geschichte
Im Jahr 1040 wurde Grasse erstmals erwähnt. 1227 eroberte Graf Raimund Berengar V. von der Provence die Stadt, und sie wurde Teil der Provence.
Grasse war vom 13. bis zum 18. Jahrhundert Sitz des Bistums Grasse.
Bei der Schaffung der Départements im Jahr 1790 gehörte Grasse noch zum Département Var, dessen Verwaltungssitz es von 1793 bis 1795 war.
1860 wurde das Arrondissement zusammen mit der Grafschaft Nizza zum Département Alpes-Maritimes zusammengefasst.
Im 19. Jahrhundert wurde Grasse Kurort, verlor jedoch seine Bedeutung im 20. Jahrhundert wieder an die bevorzugten Küstenstädte.
Die rassistischen Ausschreitungen im Herbst 1973 in Grasse machten international Schlagzeilen, unter anderem in der Wochenzeitung Die Zeit, sie finden sich aber auch in der Literatur wieder, etwa im Artikel La flambée raciste de 1973 en France oder dem Roman Marseille.73 von Dominique Manotti.

## Bevölkerungsentwicklung
| Jahr                       | 1962   | 1968   | 1975   | 1982   | 1990   | 1999   | 2006   | 2017   |
| Einwohner                  | 26.258 | 30.907 | 34.579 | 37.673 | 41.388 | 43.874 | 48.801 | 50.396 |
| Quellen: Cassini und INSEE |        |        |        |        |        |        |        |        |

## Wappen
Beschreibung (Blasonierung): In Blau ein rückschauendes goldnimbiertes silbernes Agnus Dei, mit dem erhobenen linken Vorderbein eine geschulterte, mit einem Kreuz abschließende rote Stange mit einem silbernen, in zwei Zipfel endenden Banner mit rotem Kreuz (Siegesfahne) haltend, begleitet von zwei in den Oberecken und eine mittig im Schildfuß gelegten roten Scheiben.

## Städtepartnerschaften
Folgende Städte sind mit Grasse verschwistert:
|                    |                     |                    |                   |
| Deutschland        | Ingolstadt          | Deutschland        | seit 7. Mai 1963  |
| Polen              | Oppeln              | Polen              | seit Oktober 1964 |
| Portugal           | Vila Real           | Portugal           | seit Mai 1975     |
| Israel             | Pardes Chana-Karkur | Israel             | seit Oktober 1985 |
| Vereinigte Staaten | Marblehead          | Vereinigte Staaten | seit Juni 1986    |
| Spanien            | Murcia              | Spanien            | seit Mai 1990     |
| Italien            | Carrara             | Italien            | Oktober 2000      |

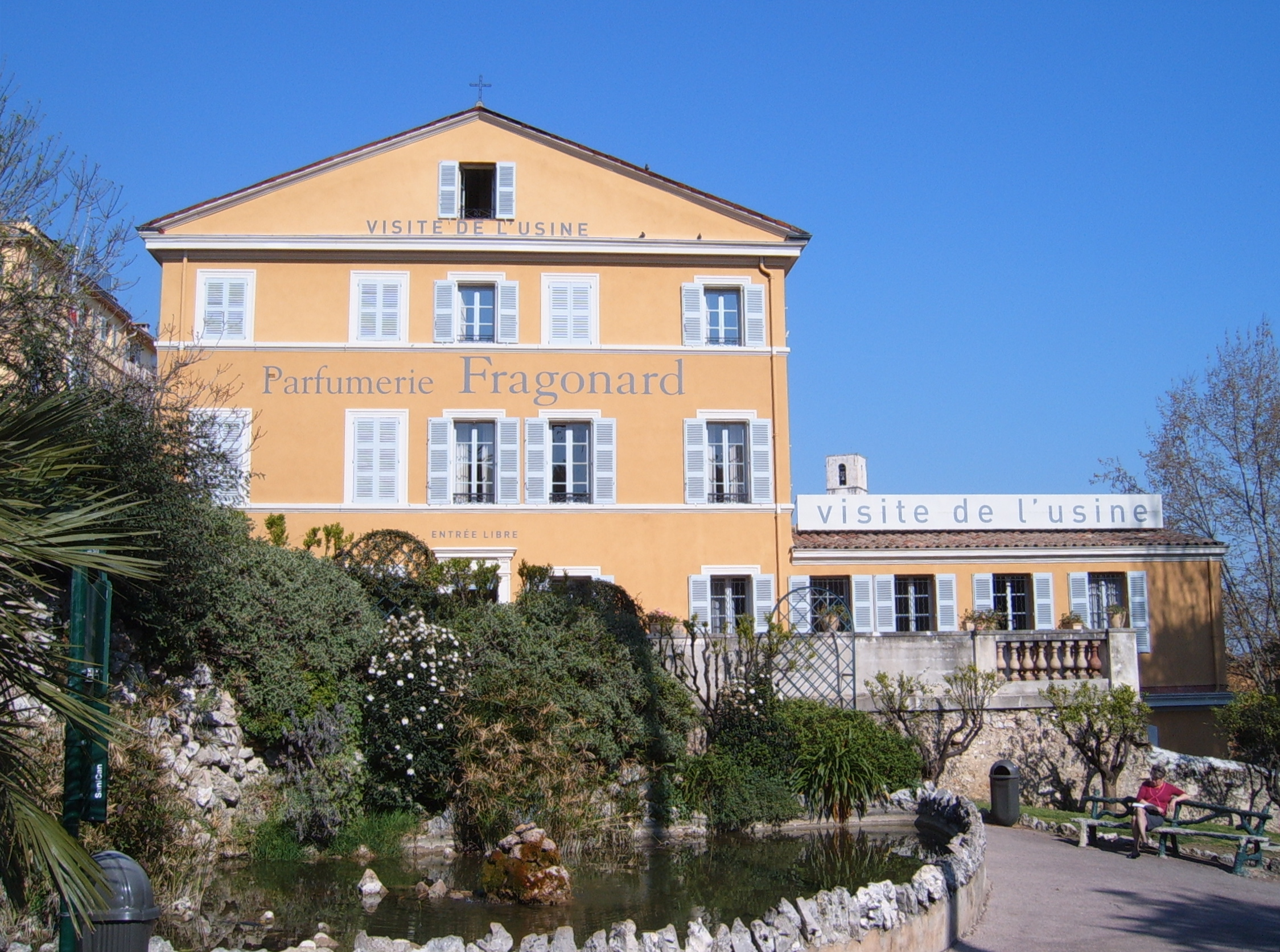
Parfümerie Fragonard

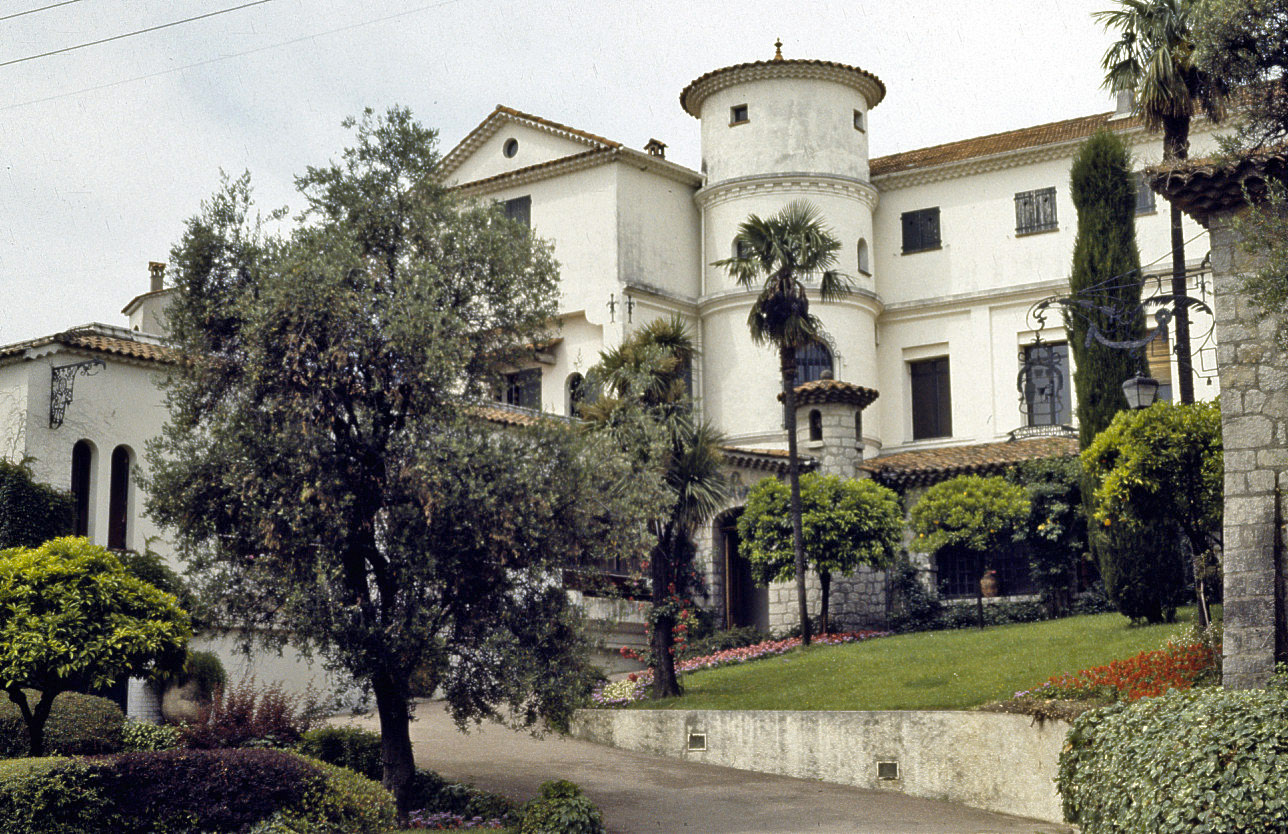
Parfümerie Molinard

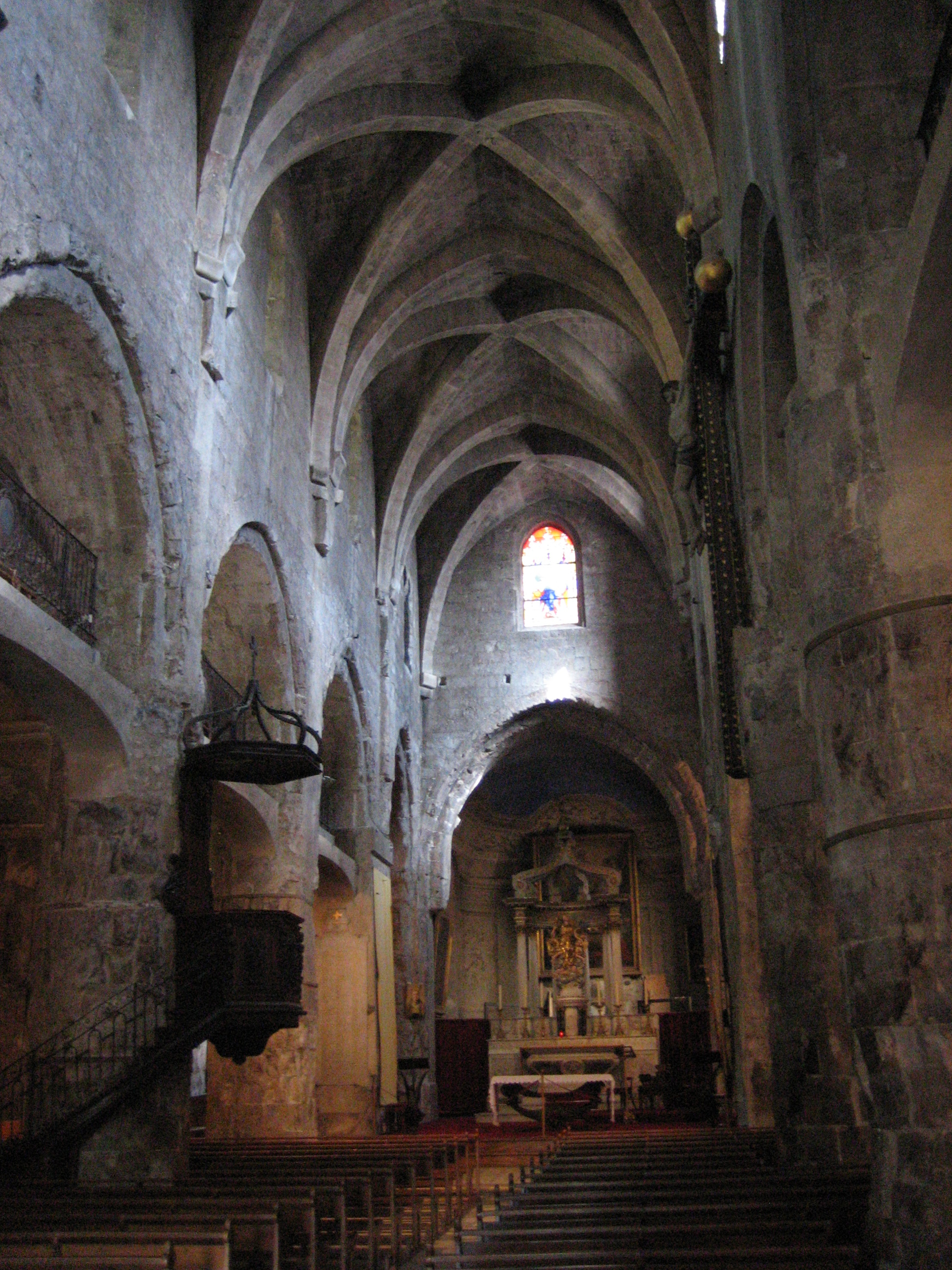
Innenansicht der Kathedrale von Grasse

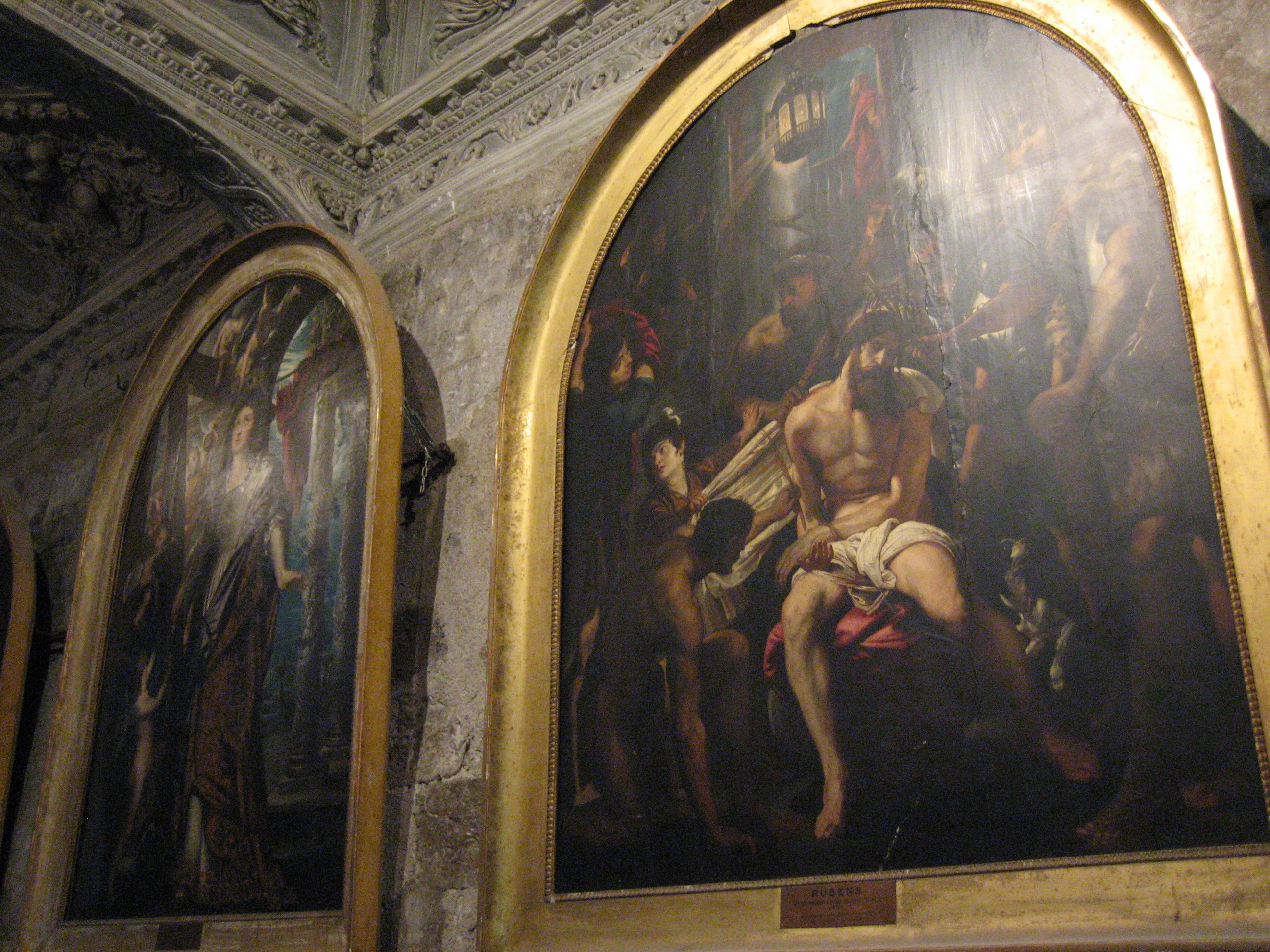
Rubens-Gemälde in der Kathedrale

Zudem ist die Stadt Mitglied des Bundes der europäischen Napoleonstädte.

## Wirtschaft und Infrastruktur
Im Mittelalter war Grasse eine Stadtrepublik mit alter Gewerbetradition, insbesondere das Gerberhandwerk war sehr verbreitet. 1580 kam der Alchimist und Apotheker Francesco Tombarelli nach Grasse und eröffnete ein Laboratorium zur Herstellung von Düften, womit Grasse zum Gründerzentrum der europäischen Parfümindustrie wurde. Als gegen 1600 die Mode aufkam, Handschuhe zu parfümieren, konzentrierte man sich auf die Destillation von Duftstoffen. Seit dem 17. Jahrhundert haben sich die Parfümeure aus Grasse auf die Extraktion von Blütensaft spezialisiert, besonders für Orangenblüten und Jasmin. Aus dem Nebenerwerb wurde das Hauptgeschäft, und das ist bis heute so geblieben.
Die früher charakteristischen Blumenplantagen um Grasse sind heute rar geworden, da Blüten meist aus Billiganbauländern wie Marokko, Bulgarien, Indien oder der Türkei importiert werden. Die in der Parfümindustrie gewonnenen Duftstoffe werden außer für Parfüm für Kosmetik, Spülmittel, Waschpulver und für Lebensmittelgeschmacksstoffe verwendet. 2004 waren in Grasse ca. 4.000 Personen in der Parfümindustrie beschäftigt. Jährlich wurden 10.000 Tonnen Blüten verarbeitet.
Heute (Stand: 2010) werden in Grasse besonders internationale wirtschaftliche Beziehungen gepflegt. Die in Grasse behandelten Rohstoffe werden aus vielen Teilen der Welt importiert und hier qualitativ verfeinert. Ungefähr 30 Parfümfabriken in und um Grasse verschicken ihre Produkte danach in die ganze Welt.

### Ansässige Unternehmen
Die bekanntesten Parfümfabriken, die kostenlose Führungen in mehreren Sprachen durch ihre historischen Produktionsstätten anbieten, sind die Parfümerien Fragonard, Galimard, Molinard, Fleuron de Grasse und Guy Bouchara. Der Duftstoff- und Aromenhersteller Robertet ist börsennotiert und Bestandteil des französischen CAC-Small-Index.

## Sehenswürdigkeiten
Siehe auch: Liste der Monuments historiques in Grasse
- Kathedrale Notre-Dame-du-Puy: Die Kathedrale stammt aus dem 12. Jahrhundert. Sie hat einen schlichten Stil, ihre Struktur spiegelt die lombardischen Einflüsse wider. In ihr befinden sich Gemälde von Rubens, Charles Nègre und ein Triptychon von Louis Bréa sowie „Die Fußwaschung“ von Jean-Honoré Fragonard.
- Gärten: Grasse ist für seine Gärten bekannt, die in früheren Zeiten noch umfangreicher waren. Einer der bekanntesten ist der Pflanzengarten Jardin des Plantes. Dieser Garten verdankt seine Bekanntheit der Schwester Napoleons, die sich im Winter dort zu erholen pflegte. Der Garten bietet einen guten Überblick über die Altstadt und das Meer.
- Auf den Blumenfeldern der Domaine de Manon wurden von den Parfümspezialisten die Pflanzen für die örtliche Parfümherstellung angebaut. Diese Blumenfelder liegen in einem Weiler außerhalb von Grasse, zehn Minuten von der Innenstadt entfernt.
- Marinemuseum: Das Museum aus dem 18. Jahrhundert ist François-Joseph Paul Graf von Grasse (1722–1788) gewidmet, einem großen Seefahrer jener Zeit. Im Haus sind über 30 Schiffsmodelle ausgestellt.
- Internationales Museum der Parfümerie (Musée internationale de la Parfumerie): Das Parfümeriemuseum befindet sich ebenfalls in einem original möblierten Haus des 18. Jahrhunderts und zeigt eine Porzellansammlung sowie eine große Kollektion von Parfümflakons; es wurde Ende 2008 nach vierjähriger Umbauzeit wiedereröffnet.
- Museum für provenzalische Kunst und Geschichte (Musée d’Art et d’Histoire de la Provence): Das Museum wurde in einem der elegantesten Adelssitze des 18. Jahrhunderts von Grasse eingerichtet, dem alten Herrenhaus der Marquise von Clapiers Cabris, der Schwester Mirabeaus. Zusammen mit seiner Möblierung vermittelt die Ausstellung von Steingut, Gemälden, Kostümen, Krippenfiguren und anderem einen Eindruck vom täglichen Leben in der östlichen Provence, von der Vorgeschichte bis zu den 1950er Jahren.

## Freizeit und Tourismus
- Tagesausflüge beispielsweise nach Cabris, Cannes, Saint-Paul-de-Vence

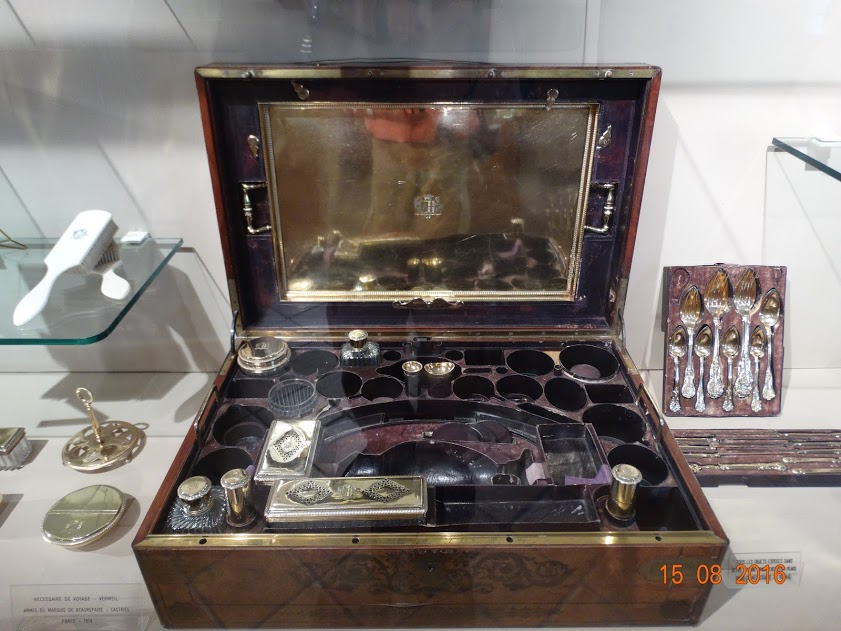
Parfümeur-Box

- Wanderungen in den Seealpen

## Regelmäßige Veranstaltungen
- Expo Rose: Die Ausstellung zeigt jährlich Mitte Mai 40.000 verschiedene Rosen und daraus gefertigte Produkte. Zudem werden die meist frequentierten Straßen der Stadt mit Rosenduft besprüht.
- Jasmin-Fest (Fête du Jasmin): Ein Volksfest zu Beginn der Jasminblütenernte das jährlich Anfang August stattfindet.

## Kulinarische Spezialitäten
Spezialitäten für Grasse und Umgebung sind:
- Lou Fassum (Chou farci), eine Kohlpastete
- Les beignets de fleurs de courge, frittierte Kürbisblüten im Teigmantel, die als Dessert Teil des dreizehngängigen Weihnachtsmenüs sind
- Le Fougassette, ein Hefekuchen mit Orangengeschmack

## Verkehr
Zur Verfügung steht ein Bussystem, das einen Rundkurs in Grasse selbst sowie diverse Verbindungen zu anliegenden Dörfern und Städten, zum Beispiel Cannes und Nizza, anbietet. Ferner besteht ein Bahnhof an der Bahnstrecke Cannes–Grasse.

## Bildung
In der Stadt befindet sich ein Campus der Ingenieurschule ECAM-EPMI.

## Persönlichkeiten

### Söhne und Töchter
- Louis Bellaud de La Bellaudière (1543–1588), Dichter
- Jean-Honoré Fragonard (1732–1806), Maler
- Honoré Fragonard (1732–1799), Anatom
- Marguerite Gérard (1761–1837), Malerin
- Honoré Théodore Maxime Gazan de la Peyrière (1765–1845), General der Koalitionskriege
- Alexandre-Évariste Fragonard (1780–1850), Maler und Bildhauer
- Charles Nègre (1820–1880), Maler und Fotopionier
- Robert Crépeaux (1900–1994), Schachspieler
- Charles Pasqua (1927–2015), Politiker
- Robert Nyel (1930–2016), Sänger, Komponist und Zeichner
- Didier Malherbe (* 1943), Jazz- und Fusionmusiker
- Michèle Mouton (* 1951), Rallyefahrerin
- Daniel Goyone (* 1953), Jazz- und Fusionmusiker
- Pierre-Louis Lions (* 1956), Mathematiker
- Marion Bertrand (* 1984), Skirennläuferin
- Eugénie Le Sommer (* 1989), Fußballspielerin
- Thomas Touré (* 1993), Fußballspieler
- Vincent Koziello (* 1995), Fußballspieler
- Lorenz Assignon (* 2000), Fußballspieler
- Anthony Ammirati (* 2003), Stabhochspringer
- Théo Pourchaire (* 2003), Rennfahrer

### Personen mit Beziehung zur Stadt
- Hans Arp (1886–1966), deutsch-französischer Maler, Bildhauer und Dichter, fand zusammen mit seiner Frau Sophie Taeuber in Grasse von 1940 bis 1942 Zuflucht vor den Nazis
- Kay Boyle (1902–1992), amerikanische Journalistin und Schriftstellerin, lebte und arbeitete 1926 zusammen mit Ernest Walsh, dem Herausgeber von „This Quarter“, in Grasse, bis Letzterer ein Jahr später verstarb
- Iwan Bunin (1870–1953), russischer Schriftsteller und Nobelpreisträger, verbrachte mehrere Jahre seines Exils (1939–1945) in Grasse, wo er seine Sammlung von Liebesgeschichten „Dunkle Aleen“ schrieb
- Augustin Grimaldi (1482–1532), Bischof von Grasse, später Fürst von Monaco
- Ferdinand Springer (1907–1998), deutscher Maler und Grafiker, lebte, arbeitete und starb in Grasse
- Sophie Taeuber-Arp (1889–1943), Schweizer Malerin, Bildhauerin und Tänzerin, verbrachte mit ihrem Mann Hans Arp, auf der Flucht vor den Nazis, in Grasse ihre letzten Lebensjahre